# Vítězství (film)
Vítězství je americký sportovní válečný film z roku 1981 o spojeneckých vojácích internovaných v německém zajateckém táboře během 2. světové války. Film režíroval John Huston a hrají v něm Michael Caine, Sylvester Stallone a Max von Sydow.
Filmu se dostalo velké pozornosti před uvedením do kin proto, že v něm hrály velké fotbalové hvězdy té doby jako Bobby Moore, Osvaldo Ardiles, Kazimierz Deyna a Pelé. Několik hráčů Ipswich Town FC hrálo také ve filmu například John Wark, Russell Osman, Laurie Sivell, Robin Turner a Kevin O'Callaghan.
Někteří hráči Ipswich Townu zastupovali herce ve fotbalových scénách jako Kevin Beattie za Michael Caine a Paul Cooper za Sylvestera Stalloneho. Scénář napsal Yabo Yablonsky.

## Zápletka
Váleční zajatci, trénovaní a vedení Johnem Colbym (Michael Caine), který byl profesionální fotbalista West Hamu před válkou, souhlasí hrát exhibiční utkání proti německému týmu, které poslouží německé propagandě. Nakonec zajatci opouští zajatecký tábor jen za účelem hrát zápas.
Během zápasu, navzdory rozhodčímu, který zohledňuje Němce a častým nedovoleným zákrokům německého týmu na spojence, zařídí remízu po skvělé ukázce fotbalu Luise Fernandeze (hraje Pelé), Carlose Reye (hraje Osvaldo Ardiles) a Arthura Hayese (hraje John Wark).
Americký voják Robert Hatch (Sylvester Stallone) je brankář a excelentně chytne penaltu, která by Němcům zajistila výhru. Utkání skončí 4 -4 i přesto, že rozhodčí spojencům neuznal gól za špatné odpískání offsidu. Skóre by tedy bylo 5- 4. To dalo podnět davu, který začal nahlas skandovat "Vítězství!"
Několik hráčů chtělo uprchnout (vedeném Hatchem) v připravovaném tunelu, ale zbytek týmu (vedeném Russell Osmanem řeklo "ale my to můžeme vyhrát") se chtělo vrátit do hry na druhý poločas. Podaří se jim uprchnout na konci zápasu, navzdory zmatkům způsobeném bouřlivým davem poté, co Hatch vychytal remízu.
V je často použito ve filmu, částečně i na konci zápasu. Je to i hlavní titul filmu (Útěkem k Vítězství, nebo zjednodušeně Vítězství ve většině zemí). Jak Pelé dal čtvrtý gól, vyrovnal zápas, jeho noha byla zohlá do tvaru písmene V, což je patrné na zpomalených sekvencích. Viktorka (dva prsty) je častý pozdrav v Britské kultuře. Gól, který nebyl uznán a kterých mělo být dohromady 5 znamená v římských číslicích V.

## Námět příběhu
Film je založen na maďarském filmovém dramatu z roku 1961 Két félidő a pokolban ("Dvakrát v pekle"), režírovaném Zoltánem Fábrim a který vyhrál cenu kritiků na Bostonském filmovém festivalu v roce 1962.
Film byl inspirován pravdivým příběhem hráčů Dynama Kyjev, kteří porazili německé vojáky okupující Ukrajinu během druhé světové války.
Podle zvěstí, díky výslednému vítězství byli všichni ukrajinští fotbalisté zastřeleni. Pravda je trošku komplikovanější. Když Ukrajinci hráli několik zápasů proti Němcům, tak v jednom z nich vyhrávali. Před porážkou Němců je gestapo zavleklo do zajateckého tábora. Většina z nich tam byla zabita, ale pár jich přežilo.

## Herci a fotbalisté
Ve filmu Vítězství hrálo mnoho fotbalistů na obou stranách, jak za spojence, tak za Německo. Hodně z mála slavných fotbalistů byla z týmu Ipswich Town, kteří vyhráli v ročníku 1980-81 Poháru UEFA. A navzdory tomu se neobjevili ve filmu, například anglický Mistr světa ve fotbale (brankář) Gordon Banks trénoval Sylvestera Stalloneho.
Les Shannon, bývalý hráč Burnley, dělal choreografii zápasu ve filmu. Na filmu také spolupracoval Pelé jako autor hry.

## Zajímavosti
Zápas byl natočen na Hidegkuti Nándor Stadium v Budapešti v Maďarsku, protože filmaři nemohli najít velký fotbalový stadión bez věžového osvětlení, které se začalo používat až po 2. světové válce. Zápasu se zúčastnilo 250 tisíc maďarských komparzistů.
Stallone si při tréninku zlomil prst, když chtěl zabránit Pelému dát gól.

## Vybraní herci, postavy a kluby
| Herci                  |                        |
| Michael Caine          | Kapitán John Colby     |
| Sylvester Stallone     | Kapitán Robert Hatch   |
| Max von Sydow          | Major Karl von Steiner |
| Anton Diffring         | Hlasatel v rádiu       |
| Carole Laure           | Renée                  |
| Gary Waldhorn          | Mueller                |
| Benoît Ferreux         | Jean Paul              |
| Clive Merrison         | Padělatel              |
| Maurice Roëves         | Pyrie                  |
| Michael Cochrane       | Farrell                |
| Zoltán Gera            | Victor                 |
| Tim Pigott-Smith       | Rose                   |
| Daniel Massey          | Plukovník Waldron      |
| Jean-François Stévenin | Claude                 |

| Fotbalisté        |                                  |                                    |             |
| Pelé              | Desátník Luis Fernandez          | Santos FC, New York Cosmos retired | Mistr světa |
| Bobby Moore       | Terry Brady                      | West Ham United, Fulham FC retired | Mistr světa |
| John Wark         | Arthur Hayes                     | Ipswich Town                       |             |
| Osvaldo Ardiles   | Carlos Rey                       | Tottenham Hotspur                  | Mistr světa |
| Kazimierz Deyna   | Paul Wolchek                     | Manchester City, Legia Warszawa    |             |
| Søren Lindsted    | Erik Ball                        | FC Twente                          |             |
| Paul Van Himst    | Michel Fileu                     | RSC Anderlecht retired             |             |
| Werner Roth       | Baumann (německý kapitán)        | New York Cosmos retired            |             |
| Mike Summerbee    | Sid Harmor                       | Manchester City retired            |             |
| Hallvar Thoresen  | Gunnar Hilsson                   | FC Twente                          |             |
| Russell Osman     | Doug Clure                       | Ipswich Town                       |             |
| Kevin O'Callaghan | Tony Lewis                       | Ipswich Town                       |             |
| Co Prins          | Pieter Van Beck                  | Ajax retired                       |             |
| Laurie Sivell     | Schmidt (německý brankář)        | Ipswich Town                       |             |
| Robin Turner      | Německý hráč                     | Ipswich Town                       |             |
| Kevin Beattie     | Zastoupení za Michael Caine      | Ipswich Town                       |             |
| Paul Cooper       | Zastoupení za Sylvester Stallone | Ipswich Town                       |             |